# Pentamer
Pentamer är något som består av fem subenheter.
Inom kemin syftar pentamer på en molekyl som består av fem monomerer.
Inom biokemin syftar pentamerer på makromolekyler, framför allt pentamera proteiner, gjorda av fem proteinsubenheter.
Inom mikrobiologin är en pentamer ett av de proteiner som utgör de polyedriska proteinskalen som omsluter de bakteriella mikro-kompartmenten kända som carboxysomes.
Inom immunologin är en MHC Pentamer ett reagens som används för att påvisa antigen-specifika CD8 + T-celler.